# Persoonia myrtilloides
Espèce
Classification phylogénétique
Synonymes
- Linkia myrtilloides
(Sieber ex Schultes & Schultes f.) Kuntze

Persoonia myrtilloides est une espèce de plantes à fleurs de la famille des Proteaceae. C'est un arbuste endémique à la Nouvelle-Galles du Sud en Australie.

## Description
Elle mesure entre 0,5 et 2,5 mètres de hauteur et a des feuilles qui font entre 12 et 50 millimètres de long et de 4 à 30 millimètres de large. Les fleurs jaunes apparaissent entre décembre et avril dans son territoire d'origine.

## Taxonomie
Persoonia myrtilloides a été décrite en 1827. Deux sous-espèces sont actuellement reconnues, qui se distinguent par la forme des feuilles et des tépales.
- P. myrtilloides subsp. cunninghamii ((R.Br.) LAS Johnson & PH Weston)[5] qui a des feuilles plus larges et l'extrémité des tépales réfléchis[3].
- P. myrtilloides subsp. myrtilloides (Sieber ex Schult. & Schult.f.)[6] qui a des feuilles plus étroites et l'extrémité des tépales recourbés[3].

On a décrit des hybrides avec P. acerosa, P. levis et P. recedens dans les lieux où poussent les deux espèces parentes.

## Répartition
L'espèce se rencontre dans les Blue Mountains depuis Wentworth Falls jusqu'à Capertee au nord. La sous-espèce cunninghamii se trouve dans le parc national Wollemi et le bassin versant de la rivière Cudgegong.
Les deux sous-espèces sont des plantes de sous-étage dans les forêts claires aux sols en grès basiques. La sous-espèce myrtilloides est associée avec des arbres tels que Eucalyptus piperita, E. radiata et E. sieberi et des arbustes comme Banksia serrata, Phyllota squarrosa, Leptospermum trinervium et Lambertia formosa.On le trouve aussi dans les zones arbustives. La sous-espèces cunninghamii est associée à des arbres comme Eucalyptus rossii et E. sclerophylla, Angophora floribunda, le genre Callitris et des mallees tels que Eucalyptus multicaulis et E. apiculata.

## Biologie
Les Streperas et éventuellement les kangourous et les opossums en consomment les fruits et les graines sont ensuite dispersées dans les fientes. Les insectes recensés comme butinant les fleurs de la sous-espèce myrtilloides incluent les membres des genres Exoneura, Hylaeus et Odynerus, Homalictus holochorus, les abeilles du genre Leioproctus comme Leioproctus carinatifrons, L. raymenti, L. speculiferus et Trigona carbonaria.